# Завод вибухівки у Моура
Завод вибухівки у Моура (Moura) – виробничий майданчик на північному сході Австралії, який обслуговує потужну гірничодобувну промисловість регіону.
Проект реалізували через Queensland Nitrates Pty Ltd (QNP), яку створили на паритетних засадах компанії Cuming Smith British Petroleum and Farmers Limited (CSBP, серед її заводів добрив є, зокрема, майданчик азотної хімії у Квінана) та Dyno Nobel (в 2008-му стала 100% дочірньою структурою Incitec Pivot limited – великого виробника добрив, який, зокрема, мав заводи азотної хімії у Фосфат-Гілл та Гібсон-Айленд). Майданчик у Моура почав роботу в 2000 році.
Завод виробляє аміак, використовуючи при цьому метан, отриманий з вугільних пластів басейну Боуен (надходить по перемичкам від газопроводів Доусон-Воллей – Валлумбілла-Гладстон та Моура – Валлумбілла-Гладстон). Далі аміак споживають для продукування нітратної кислоти, а кінцевим продуктом є нітрат амонію – продукт реакції аміаку та нітратної кислоти.
Первісна потужність заводу у Моура становила 185 тисяч тонн нітрату амонію на рік, що в добовому виразі означало продукування 400 тонн нітратної кислоти та 515 тонн нітрату амонію. В 2020 році повідомлялось, що майданчик може випускати 254 тонни аміаку та 525 тонн нітратної кислоти на добу, а потужність по нітрарту амонію становить 210 тисяч тонн на рік.
Станом на 2023 рік потужність заводу становила 235 тисяч тонн нітрату амонію, при цьому йому доводилось докуповувати аміак.